# Peter Meijer (beeldend kunstenaar)

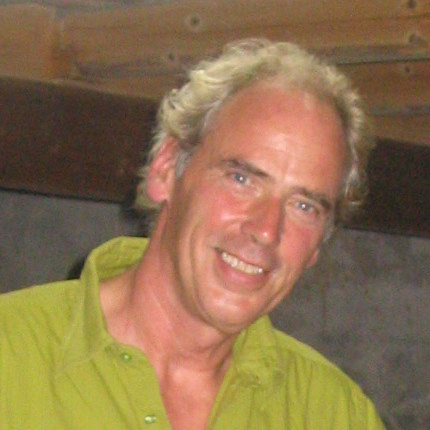
Peter Meijer

Peter Meijer (Zeist, 1953) is een Nederlands beeldend kunstenaar.

## Biografie
Meijer woont en werkt in 't Waar. Van 1974 tot 1979 volgde hij de Academie voor Beeldende Kunsten te Arnhem. Daarna was hij enige jaren werkzaam als docent tekenen en kunstgeschiedenis totdat hij zich volledig ging wijden aan de schilderkunst.
Peter Meijer maakt abstract expressionistische schilderijen, waarin figuren en vormen opdoemen die verwijzen naar een tijdloze werkelijkheid. Zijn schilderijen zijn opgebouwd uit gekleurde lijnen en vlakken op een witte ondergrond. De ondergrond blijft vaak gedeeltelijk zichtbaar en geeft het schilderij diepte en reliëf.
Peter Meijer ziet zichzelf als ‘buitenstaander’ en ‘beschouwer’ en daardoor geen deelnemer aan een conventionele sociale structuur. Los van een politieke stroming of ideologie probeert hij een beeldentaal te ontwikkelen die los staat van een naturalistisch gegeven. Meijer schildert puur vanuit een intuïtief niet van tevoren uitgedacht proces. Hij laat de kunst ontstaan vanuit een dialectisch principe. Elk ‘nieuw’ schilderij reageert op het idee waaruit het is ontstaan en het werk waaruit het voortkomt met als doel, uiteindelijk, het ultieme schilderij te maken.
De reden waarom hij gekozen heeft voor de schilderkunst, met als uitingsvorm een abstracte beeldentaal, is omdat hij gelooft dat het beeld sterker is dan het woord en de illusie sterker is dan de schijn van de werkelijkheid.